# Josef Waitzer
Josef Waitzer (Monaco di Baviera, 1º maggio 1884 – Korbach, 28 marzo 1966) è stato un discobolo, giavellottista e multiplista tedesco, che dopo la carriera di atleta passò a quella di allenatore di atletica leggera e di dirigente sportivo.

## Biografia
Nel 1912 prese parte ai Giochi olimpici di Stoccolma dove si classificò al sedicesimo posto nel Lancio del disco e al diciannovesimo nel lancio del giavellotto. Partecipò anche alla gara del pentathlon, che però non portò a termine, fermandosi a due delle cinque gare previste.
Nel 1916 Waitzer divenne assistente dell'allenatore della nazionale tedesca di atletica leggera, Alvin Kraenzlein, è nel 1924 divenne allenatore della nazionale svizzera. Nel 1928 tornò in Germania e fu nominato allenatore degli atleti della nazionale tedesca dall'Autorità sportiva tedesca.
Di professione impiegato di banca, nel 1908 fondò il settore di atletica leggera nella società del TSV 1860 München, che all'epoca era una società di ginnastica. Durante la prima guerra mondiale, nel 1916 fu catturato sulle Alpi francesi. Dopo la guerra la sua principale fonte di guadagno fu la vendita dei suoi dipinti raffiguranti paesaggi alpini fino a quando, nel 1925, divenne allenatore nella Deutscher Leichtathletik-Verband, la federazione tedesca di atletica leggera, carica che mantenne fino alla seconda guerra mondiale. Dopo il conflitto divenne ufficiale sportivo, ricoprendo il ruolo di addetto stampa per il comitato tedesco di atletica leggera dal 1948 al 1949. Fu poi coordinatore tecnico della Deutscher Leichtathletik-Verband dal 1949 al 1951 e, dal 1948 al 1950 e dal 1951 al 1953, coordinatore tecnico della sezione bavarese della federazione. Dal 1950 fu anche allenatore dei wrestler della nazionale tedesca.
Nel 1950 gli fu consegnato l'anello d'onore della Deutscher Leichtathletik-Verband. Fu autore di diversi libri relativi allo sport e all'insegnamento dell'educazione fisica.
Nel film del regista Oliver Dommenget Adidas Vs Puma, Josef Waitzer è interpretato da David C. Bunners.

## Palmarès
| Anno | Manifestazione  | Sede      | Evento                 | Risultato | Prestazione | Note |
| ---- | --------------- | --------- | ---------------------- | --------- | ----------- | ---- |
| 1912 | Giochi olimpici | Stoccolma | Lancio del disco       | 16º       | 38,44 m     |      |
| 1912 | Giochi olimpici | Stoccolma | Lancio del giavellotto | 19º       | 43,71 m     |      |
| 1912 | Giochi olimpici | Stoccolma | Pentathlon             | dnf       | dnf         |      |